# 春湖
春湖("Lacus Veris",拉丁文为"春之湖")是月球上的一个小月海，其中心点月面坐标为南纬16.5°、西径86.1°，长约396公里。该月海以东海(Mare Orientale)为中心，以接近90°的弧形从东向北延伸，覆盖区域约12000平方公里。1989年，美国航天局约翰逊航天中心曾在进行的一项研究中提出过要将春湖列为未来载人登月的基地。
这个小小的、大致呈月牙状的月海就位于形成"东海撞击盆地"(Orientale impact basin)时所构成的鲁克山脉的内外环之间，坐落在一个周围山峰均低于1公里下的低地上。根据月球轨道探测器和地球上望远镜收集到的数据，该月海含有部分周边高地的物质，撞击陨石坑的密度显示，春湖地质年龄估计约有35亿岁，大约成形于创建"东海盆地"撞击发生后的3.4亿年.。
春湖中分布有11条由熔岩管和熔岩渠构成的蜿蜒月谷，长度从4到51公里不等 。这些月谷的大部分起始于鲁克山脉并流向山脉坡底。也有数座盾状火山结构，每个直径均不足10公里。地质构造以及塌陷凹地的缺乏表明，春湖形成于熔岩管涌出的薄熔岩流，而非月表裂隙喷发的玄武熔岩的。